# Ауторе
Ауторе (итал.  Autore) — гора в итальянской области Лацио.

## Описание
Одна из самых высоких (1853 м) и самых известных вершин гор Симбруини (Центральные Апеннины). Возвышается над рядом плато (1200—1300 м), для которых характерны карстовые явления и источники. Третья по высоте гора в горном массиве Симбруини высотой 1854,8 м над уровнем моря, на территории метропольного города Рима, где она является самой высокой вершиной.